# Sorbey (Mosa)
Sorbey és un municipi francès situat al departament del Mosa i a la regió del Gran Est. L'any 2007 tenia 198 habitants.

## Demografia

### Població
El 2007 la població de fet de Sorbey era de 198 persones. Hi havia 75 famílies, de les quals 16 eren unipersonals (8 homes vivint sols i 8 dones vivint soles), 25 parelles sense fills, 30 parelles amb fills i 4 famílies monoparentals amb fills.
La població ha evolucionat segons el següent gràfic:
Habitants censats

### Habitatges
El 2007 hi havia 91 habitatges, 73 eren l'habitatge principal de la família, 11 eren segones residències i 6 estaven desocupats. 85 eren cases i 5 eren apartaments. Dels 73 habitatges principals, 57 estaven ocupats pels seus propietaris, 14 estaven llogats i ocupats pels llogaters i 2 estaven cedits a títol gratuït; 2 tenien dues cambres, 12 en tenien tres, 20 en tenien quatre i 39 en tenien cinc o més. 16 habitatges disposaven pel capbaix d'una plaça de pàrquing. A 26 habitatges hi havia un automòbil i a 37 n'hi havia dos o més.

### Piràmide de població
La piràmide de població per edats i sexe el 2009 era:
| Homes | Edats   | Dones |
| ----- | ------- | ----- |
| 0     | 95 o +  | 0     |
| 0     | 90 a 94 | 0     |
| 0     | 85 a 89 | 4     |
| 0     | 80 a 84 | 0     |
| 8     | 75 a 79 | 4     |
| 0     | 70 a 74 | 0     |
| 8     | 65 a 69 | 8     |
| 0     | 60 a 64 | 4     |
| 4     | 55 a 59 | 4     |
| 12    | 50 a 54 | 4     |
| 4     | 45 a 49 | 8     |
| 4     | 40 a 44 | 8     |
| 0     | 35 a 39 | 0     |
| 16    | 30 a 34 | 4     |
| 8     | 25 a 29 | 8     |
| 12    | 20 a 24 | 0     |
| 8     | 15 a 19 | 4     |
| 0     | 10 a 14 | 0     |
| 0     | 5 a 9   | 4     |
| 0     | 0 a 4   | 4     |

## Economia
El 2007 la població en edat de treballar era de 125 persones, 91 eren actives i 34 eren inactives. De les 91 persones actives 82 estaven ocupades (53 homes i 29 dones) i 9 estaven aturades (3 homes i 6 dones). De les 34 persones inactives 3 estaven jubilades, 11 estaven estudiant i 20 estaven classificades com a «altres inactius».

### Ingressos
El 2009 a Sorbey hi havia 70 unitats fiscals que integraven 187,5 persones, la mediana anual d'ingressos fiscals per persona era de 18.347 €.

### Activitats econòmiques
Dels 7 establiments que hi havia el 2007, 2 eren d'empreses de construcció, 3 d'empreses de comerç i reparació d'automòbils, 1 d'una empresa de transport i 1 d'una empresa de serveis.
Dels 2 establiments de servei als particulars que hi havia el 2009, 1 era un paleta i 1 lampisteria.
L'any 2000 a Sorbey hi havia 11 explotacions agrícoles que ocupaven un total de 730 hectàrees.

## Poblacions més properes
El següent diagrama mostra les poblacions més properes.